# Олені Святого Миколая

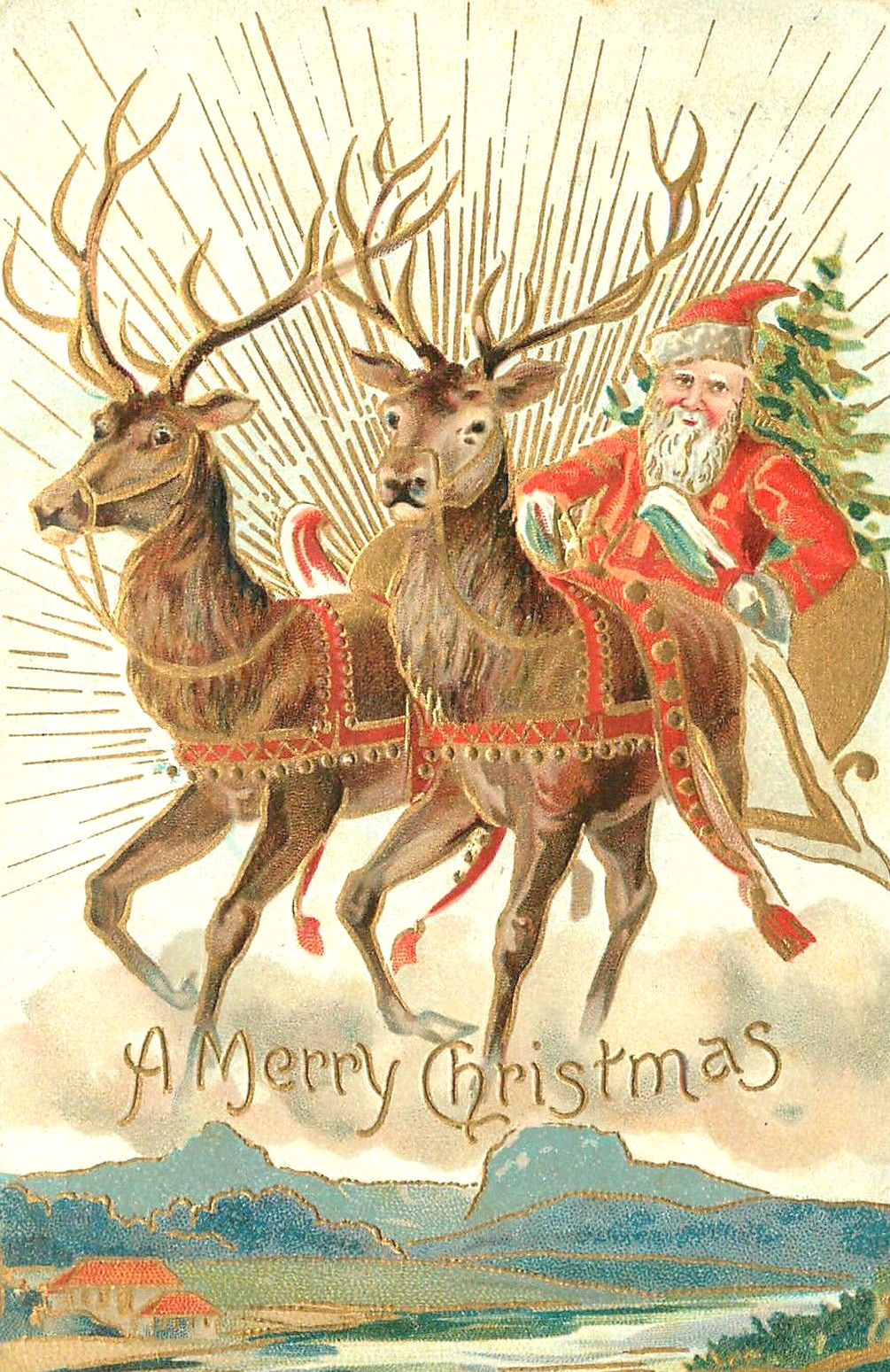
Святкова поштівка, 1907 р.

Оле́ні Свято́го Микола́я — олені, що традиційно тягнуть сани Святого Миколая, коли він роздає подарунки.
У сучасній північноамериканській традиції — група із дев'яти літаючих північних оленів, кожен з яких має імʼя. Починаючи з першої половини XX століття, з'являються в дитячій художній літературі, в музичних творах і в кіно.

## Історія
Список із восьми оленів став популярним після виходу у 1823 році вірша Клемента Кларка Мура «Візит Святого Миколая». В цьому вірші олені носили голландські імена (аналогічно тому, що американське ім'я «Санта-Клаус» є видозміненим голландським варіантом імені Святого Миколая). Едмунд Кларенс Стедман помістив в своїй «Американській антології 1787—1900 рр.» цей вірш в редакції 1844 року, в котрій голландські імена Dunder (Грім) і Blixem (Блискавка) були замінені на германізовані форми Donder та Blitzen. Пізніше ім'я Donder прийняло форму Donner, що відповідає нормам сучасної німецької мови.

## Рудольф— дев'ятий і найпопулярніший олень
Олень Рудольф приєднався до класичної вісімки в 1939 році, коли поет Роберт Л. Мей написав вірш, опублікований в книзі, котра роздавалася дітям відвідувачів мережі супермаркетів «Montgomery Ward» під час Різдва.
У віршах Мея інші олені насміхалися над Рудольфом через його червоний ніс, що світився. Якось через сильний туман розвезення подарунків Санта-Клаусом затягнулося, коли він добирався до будинку Рудольфа, він помітив його світлоносний ніс в темній кімнаті і вирішив, що цей ніс стане гарним ліхтариком, що буде освітлювати дорогу його саням, і попрохав Рудольфа стати передовим оленем в упряжці, на що той охоче погодився.
Історія Рудольфа відображена в популярній пісні та в ряді кінофільмів.

## Імена в північноамериканській традиції
У цей час імена оленів Санта-Клауса усталені. Нижче наводяться їх англійські і французькі варіанти (які вживаються в Канаді):
| Англійська назва | Французька назва | Український переклад |
| ---------------- | ---------------- | -------------------- |
| Dasher           | Tornade          | Стрімкий             |
| Dancer           | Danseur          | Танцюрист            |
| Prancer          | Furie            | Скакун               |
| Vixen            | Fringant         | Спритний             |
| Cupid            | Cupidon          | Купідон              |
| Donner           | Tonnerre         | Грім                 |
| Blitzen          | Éclair           | Блискавка            |
| Comet            | Comète           | Комета               |
| Rudolph          | Rudolphe         | Рудольф              |

## У мистецтві
Вірш української поетеси Вероніки Михалевич «Святий Микола в санках сидить», що був опублікований у випуску журналу «Веселка» за грудень 1973 року, згадує «оленів срібних»:
Святий Микола в санках сидить,

Червоні віжки в руках держить.

Оленів срібних він поганяє

І по дорозі так промовляє:

«Біжіть швиденько і не баріться,

За сіру хмарку не зачепіться,

Бо на нас чемні діти чекають

І у віконце нас виглядають!

Саночки повні див-подарунків —

Малих, великих — всяких пакунків,

Слухняним дітям дари гарненькі,

А неслухняним - прути сухенькі.